# Pulod Kodirow
Pulod Kodirow, tadż. Пулод Кодиров, ros. Пулод Кадыров, Pułod Kadyrow (ur. 24 maja 1963, Tadżycka SRR) – tadżycki trener piłkarski.

## Kariera trenerska
Pracę szkoleniowca rozpoczął w juniorskiej reprezentacji Tadżykistanu, z którą w 2006 roku zdobył brązowe medale na Mistrzostwach Azji w Singapurze, a w 2007 dotarł do 1/8 finału Mistrzostw Świata w Korei Południowej. W styczniu 2008 roku został zaproszony na stanowisko selekcjonera narodowej reprezentacji Tadżykistanu, którą poprowadził do finału AFC Challenge Cup w 2008 oraz zdobył brązowe medale w turnieju w 2010 roku. W sierpniu 2011 z powodu niezadowalających wyników zrezygnował ze stanowiska trenera kadry narodowej. W kwietniu 2014 objął stanowisko dyrektora RSzWSM (Republikańskiej Szkoły Wyższego Sportowego Mistrzostwa).

## Sukcesy i odznaczenia

### Sukcesy trenerskie
reprezentacja Tadżykistanu U-17
- brązowy medalista Mistrzostw Azji U-17: 2006

reprezentacja Tadżykistanu
- finalista AFC Challenge Cup: 2008
- brązowy medalista AFC Challenge Cup: 2010

### Odznaczenia
- tytuł Zasłużonego Trenera Tadżykistanu